# Ban Chấp hành Trung ương Đảng Cộng sản Cuba khóa VIII
Ban Chấp hành Trung ương Đảng Cộng sản Cuba khóa VIII hay còn được gọi Ban Chấp hành Trung ương Đảng khóa VIII, Trung ương Đảng khóa VIII là cơ quan do Đại hội Đại biểu Đảng Cộng sản Cuba khóa VIII bầu ra vào ngày 19/4/2021.

## Hội nghị Trung ương
| Hội nghị Trung ương | Bắt đầu - Kết thúc | Thời gian | Nội dung chính |
| ------------------- | ------------------ | --------- | --- |
| I                   | 19/04/2021         | 1 ngày    | Hội nghị Trung ương bầu Miguel Díaz-Canel Bermúdez làm bí thư thứ nhất. Bầu bộ chính trị gồm 14 ủy viên. Ban Bí thư gồm 7 ủy viên. |

## Bộ chính trị
| Đại hội Đảng Cộng sản Cuba lần thứ VIII (2021) | Đại hội Đảng Cộng sản Cuba lần thứ VIII (2021) | Đại hội Đảng Cộng sản Cuba lần thứ VIII (2021)                                     | Đại hội Đảng Cộng sản Cuba lần thứ VIII (2021)                               | Đại hội Đảng Cộng sản Cuba lần thứ VIII (2021) |
| Thứ tự                                         | Tên                                            | Chức vụ Đảng                                                                       | Chức vụ Nhà nước                                                             | Ghi chú khác                                   |
| ---------------------------------------------- | ---------------------------------------------- | ---------------------------------------------------------------------------------- | ---------------------------------------------------------------------------- | ---------------------------------------------- |
| 1                                              | Miguel Díaz-Canel Bermúdez                     | Bí thư thứ nhất Trung ương Đảng                                                    | Chủ tịch nước Cộng hòa                                                       |                                                |
| 2                                              | Esteban Lazo Hernández                         |                                                                                    | Chủ tịch Quốc hội của Chính quyền Nhân dân Cuba                              |                                                |
| 3                                              | Salvador Valdés Mesa                           |                                                                                    | Phó Chủ tịch nước Cộng hòa                                                   |                                                |
| 4                                              | Roberto Morales Ojeda                          | Bí thư Trung ương Đảng Trưởng ban Ban Tổ chức và chính sách cán bộ Trung ương Đảng | Phó Thủ tướng Chính phủ                                                      |                                                |
| 5                                              | Álvaro López Miera                             |                                                                                    | Bộ trưởng Bộ các lực lượng vũ trang cách mạng                                |                                                |
| 6                                              | Bruno Rodríguez Parrilla                       |                                                                                    | Bộ trưởng Bộ Ngoại giao                                                      |                                                |
| 7                                              | Ulises Guilarte de Nacimiento                  |                                                                                    | Tổng thư ký Liên đoàn Lao động                                               |                                                |
| 8                                              | Teresa Amarelle Boué                           |                                                                                    | Tổng thư ký Hội Liên hiệp Phụ nữ                                             |                                                |
| 9                                              | Martha Ayala Ávila                             |                                                                                    | Giám đốc Viện nghiên cứu Gen và Công nghệ sinh học                           |                                                |
| 10                                             | Manuel Marrero Cruz                            |                                                                                    | Thủ tướng Chính phủ                                                          |                                                |
| 11                                             | José Amado Ricardo Guerra                      |                                                                                    | Thư ký Hội đồng Bộ trưởng                                                    |                                                |
| 12                                             | Luis Alberto López Rodríguez Callejas          |                                                                                    | Chủ Tịch Điều Hành Nhóm Quản Trị Kinh Doanh của Lực Lượng Vũ Trang Cách Mạng |                                                |
| 13                                             | Lázaro Álvarez Casas                           |                                                                                    | Bộ trưởng Bộ Nội vụ                                                          |                                                |
| 14                                             | Gladys Martínez Verdecia                       | Bí thư thứ nhất Tỉnh ủy Artemisa                                                   |                                                                              |                                                |

## Ban bí thư
| Đại hội Đảng Cộng sản Cuba lần thứ VIII (2021) | Đại hội Đảng Cộng sản Cuba lần thứ VIII (2021) | Đại hội Đảng Cộng sản Cuba lần thứ VIII (2021)                                     | Đại hội Đảng Cộng sản Cuba lần thứ VIII (2021)               | Đại hội Đảng Cộng sản Cuba lần thứ VIII (2021) |
| Thứ tự                                         | Tên                                            | Chức vụ Đảng                                                                       | Chức vụ Nhà nước                                             | Ghi chú khác                                   |
| ---------------------------------------------- | ---------------------------------------------- | ---------------------------------------------------------------------------------- | ------------------------------------------------------------ | ---------------------------------------------- |
| 1                                              | Miguel Díaz-Canel Bermúdez                     | Bí thư thứ nhất Trung ương Đảng                                                    | Chủ tịch nước Cộng hòa                                       |                                                |
| 2                                              | Roberto Morales Ojeda                          | Trưởng ban Ban Tổ chức và Chính sách cán bộ Trung ương Đảng                        | Phó Thủ tướng Chính phủ (đến 4/2021)                         |                                                |
| 3                                              | Rogelio Polanco Fuentes                        | Trưởng ban Ban Tư tưởng Trung ương Đảng                                            | Hiệu trưởng Học viện Quan hệ Quốc tế Cấp cao Raúl Roa García |                                                |
| 4                                              | Joel Queipo Ruiz                               | Trưởng ban Ban Kinh tế Trung ương Đảng                                             |                                                              |                                                |
| 5                                              | José Ramón Monteagudo Ruiz                     | Trưởng ban Ban Nông nghiệp và Lương thực Trung ương Đảng                           |                                                              |                                                |
| 6                                              | Félix Duarte Ortega                            | Trưởng ban Ban Công nghiệp, Xây dựng, Du lịch, Vận tải và Dịch vụ Trung ương Đảng. |                                                              |                                                |
| 7                                              | Jorge Luis Borche Lorenzo                      | Trưởng Ban Ban Giáo dục, Khoa học và Thể thao Trung ương Đảng                      |                                                              |                                                |

## Ủy viên Trung ương Đảng
Ủy viên Bộ Chính trị
      Ủy viên Ban Bí thư
      Ủy viên Trung ương Đảng
| STT | Họ tên                                     | Chức vụ khi được bầu | Chức vụ khi được bầu | Chức vụ đảm nhiệm | Chức vụ đảm nhiệm | Chức vụ đảm nhiệm | Ghi chú |
| STT | Họ tên                                     | Chức vụ khi được bầu | Chức vụ khi được bầu | Chức vụ           | Chức vụ | Nhiệm kỳ          | Ghi chú |
| --- | ------------------------------------------ | -------------------- | --- | ----------------- | --- | ----------------- | ------- |
| 1   | Miguel Díaz-Canel Bermúdez                 |                      | Chủ tịch nước Cộng hòa |                   | Bí thư thứ nhất Trung ương Đảng Chủ tịch nước Cộng hòa                                                                                             | 4/2021-           |         |
| 2   | Esteban Lazo Hernández                     |                      | Chủ tịch Quốc hội của Chính quyền Nhân dân Cuba |                   | Chủ tịch Quốc hội của Chính quyền Nhân dân Cuba | 4/2021-           |         |
| 3   | Salvador Valdés Mesa                       |                      | Phó Chủ tịch nước Cộng hòa |                   | Phó Chủ tịch nước Cộng hòa | 4/2021-           |         |
| 4   | Roberto Morales Ojeda                      |                      | Phó Thủ tướng Chính phủ |                   | Trưởng ban Ban Tổ chức và chính sách cán bộ Trung ương Đảng                                                                                        | 4/2021-           |         |
| 4   | Roberto Morales Ojeda                      |                      | Phó Thủ tướng Chính phủ |                   | Trưởng ban Ban Tổ chức và chính sách cán bộ Trung ương Đảng                                                                                        | 4/2021-           |         |
| 5   | Thượng tướng Álvaro López Miera            |                      | Bộ trưởng Bộ các lực lượng vũ trang cách mạng |                   | Bộ trưởng Bộ các lực lượng vũ trang cách mạng | 4/2021-           |         |
| 6   | Bruno Rodríguez Parrilla                   |                      | Bộ trưởng Bộ Ngoại giao |                   | Bộ trưởng Bộ Ngoại giao | 4/2021-           |         |
| 7   | Ulises Guilarte de Nacimiento              |                      | Tổng thư ký Trung tâm những người lao động Cuba (CTC)                                                                                              |                   | Tổng thư ký Trung tâm những người lao động Cuba (CTC)                                                                                              | 4/2021-           |         |
| 8   | Teresa Amarelle Boué                       |                      | Tổng thư ký Hội Liên hiệp Phụ nữ |                   | Tổng thư ký Hội Liên hiệp Phụ nữ | 4/2021-           |         |
| 9   | Martha Ayala Ávila                         |                      | Giám đốc Viện nghiên cứu Gen và Công nghệ sinh học                                                                                                 |                   | Giám đốc Viện nghiên cứu Gen và Công nghệ sinh học                                                                                                 | 4/2021-           |         |
| 10  | Manuel Marrero Cruz                        |                      | Thủ tướng Chính phủ |                   | Thủ tướng Chính phủ | 4/2021-           |         |
| 11  | José Amado Ricardo Guerra                  |                      | Thư ký Hội đồng Bộ trưởng |                   | Thư ký Hội đồng Bộ trưởng | 4/2021-           |         |
| 12  | Luis Alberto López Rodríguez Callejas      |                      | Chủ Tịch Điều Hành Nhóm Quản Trị Kinh Doanh của Lực Lượng Vũ Trang Cách Mạng                                                                       |                   | Chủ Tịch Điều Hành Nhóm Quản Trị Kinh Doanh của Lực Lượng Vũ Trang Cách Mạng                                                                       | 4/2021-           |         |
| 13  | Trung tướng Lázaro Álvarez Casas           |                      | Bộ trưởng Bộ Nội vụ |                   | Bộ trưởng Bộ Nội vụ | 4/2021-           |         |
| 14  | Gladys Martínez Verdecia                   |                      | Bí thư thứ nhất Tỉnh ủy Artemisa |                   | Bí thư thứ nhất Tỉnh ủy Artemisa | 4/2021-           |         |
| 15  | Rogelio Polanco Fuentes                    |                      | Hiệu trưởng Học viện Quan hệ Quốc tế Cấp cao Raúl Roa García                                                                                       |                   | Trưởng ban Ban Tư tưởng Trung ương Đảng Hiệu trưởng Học viện Quan hệ Quốc tế Cấp cao Raúl Roa García                                               | 4/2021-           |         |
| 16  | Joel Queipo Ruiz                           |                      | Hiệu trưởng Học viện Quan hệ Quốc tế Cấp cao Raúl Roa García                                                                                       |                   | Trưởng ban Ban Kinh tế Trung ương Đảng | 4/2021-           |         |
| 17  | José Ramón Monteagudo Ruiz                 |                      | Phó Bí thư Thành ủy La Habana |                   | Trưởng ban Ban Nông nghiệp và Lương thực Trung ương Đảng                                                                                           | 4/2021-           |         |
| 18  | Félix Duarte Ortega                        |                      | Bí thư thứ nhất Tỉnh ủy Cienfuegos |                   | Trưởng ban Ban Công nghiệp, Xây dựng, Du lịch, Vận tải và Dịch vụ Trung ương Đảng                                                                  | 4/2021-           |         |
| 19  | Jorge Luis Borche Lorenzo                  |                      | Bí thư thứ nhất Tỉnh ủy Placetas |                   | Trưởng Ban Ban Giáo dục, Khoa học và Thể thao Trung ương Đảng                                                                                      | 4/2021-           |         |
| 20  | Homero Acosta Álvarez                      |                      | Thư ký Quốc hội Chính quyền Nhân dân |                   | Thư ký Quốc hội Chính quyền Nhân dân | 4/2021-           |         |
| 21  | Trung tướng Raúl Omar Acosta Gregorich     |                      | Tư lệnh Quân đội miền Tây |                   | Tư lệnh Quân đội miền Tây | 4/2021-           |         |
| 22  | Aylin Álvarez García                       |                      | Bí thư thứ hai Trung ương Đoàn Thanh niên Cộng sản Cuba                                                                                            |                   | Bí thư thứ hai Trung ương Đoàn Thanh niên Cộng sản Cuba                                                                                            | 4/2021-           |         |
| 23  | Yudelkis Aretuche Torres                   |                      | Kiểm sát viên Ban Bảo vệ Gia đình và vấn đề tài phán, Viện kiểm sát tỉnh Matanzas                                                                  |                   | Kiểm sát viên Ban Bảo vệ Gia đình và vấn đề tài phán, Viện kiểm sát tỉnh Matanzas                                                                  | 4/2021-           |         |
| 24  | Mayra Arevich Marín                        |                      | Chủ tịch điều hành công ty viễn thông nhà nước Cuba ETECSA                                                                                         |                   | Chủ tịch điều hành công ty viễn thông nhà nước Cuba ETECSA                                                                                         | 4/2021-           |         |
| 25  | Walter Baluja García                       |                      | Hiệu trưởng Trường Đại học Khoa học Thông tin |                   | Hiệu trưởng Trường Đại học Khoa học Thông tin | 4/2021-           |         |
| 26  | Irene Barbado Lucio                        |                      | Tổng giám đốc Nhà máy lọc dầu "Hermanos Díaz" Santiago de Cuba                                                                                     |                   | Tổng giám đốc Nhà máy lọc dầu "Hermanos Díaz" ở Santiago de Cuba                                                                                   | 4/2021-           |         |
| 27  | Gladys María Bejerano Portela              |                      | Tổng kiểm soát Kiểm toán Nhà nước Cuba |                   | Tổng kiểm soát Kiểm toán Nhà nước Cuba | 4/2021-           |         |
| 28  | Yuri Belén Ramírez                         |                      | Ủy viên Thường vụ Tỉnh ủy Artemisa |                   | Ủy viên Thường vụ Tỉnh ủy Artemisa | 4/2021-           |         |
| 29  | Aydiloide Bernal Villegas                  |                      | Nhà nghiên cứu tại Trung tâm nghiên cứu cây mía khu vực Ranchuelo, Villa Clara                                                                     |                   | Nhà nghiên cứu tại Trung tâm nghiên cứu cây mía khu vực Ranchuelo, Villa Clara                                                                     | 4/2021-           |         |
| 30  | Meisi Bolaños Weiss                        |                      | Bộ trưởng Bộ Tài chính và Vật giá |                   | Bộ trưởng Bộ Tài chính và Vật giá | 4/2021-           |         |
| 31  | Juan Bravo Núñez                           |                      | Giám đốc Nhà máy nhiệt điện "Carlos Manuel de Céspedes"                                                                                            |                   | Giám đốc Nhà máy nhiệt điện "Carlos Manuel de Céspedes"                                                                                            | 4/2021-           |         |
| 32  | Yanays Bridón Contreras                    |                      | Trưởng bộ phận Phục hồi chức năng tại Phòng khám đa khoa "Guillermo Tejas" ở Las Tunas                                                             |                   | Trưởng bộ phận Phục hồi chức năng tại Phòng khám đa khoa "Guillermo Tejas" ở Las Tunas                                                             | 4/2021-           |         |
| 33  | Thiếu tướng Jesús Manuel Burón Tabit       |                      | Thứ trưởng Bộ Nội vụ |                   | Thứ trưởng Bộ Nội vụ | 4/2021-           |         |
| 34  | Yanaisi Capó Nápoles                       |                      | Ủy viên Thường vụ Tỉnh ủy Granma |                   | Ủy viên Thường vụ Tỉnh ủy Granma | 4/2021-           |         |
| 35  | Inés María Chapman Waugh                   |                      | Phó Thủ tướng Chính phủ |                   | Phó Thủ tướng Chính phủ | 4/2021-           |         |
| 36  | Alianna Corona Rodríguez                   |                      | Giáo sư Đại học Granma |                   | Giáo sư Đại học Granma | 4/2021-           |         |
| 37  | Yuniasky Crespo Baquero                    |                      | Ủy viên Thường vụ Tỉnh ủy La Habana |                   | Ủy viên Thường vụ Tỉnh ủy La Habana | 4/2021-           |         |
| 38  | Tania Margarita Cruz Hernández             |                      | Thứ trưởng Bộ Y tế |                   | Thứ trưởng Bộ Y tế | 4/2021-           |         |
| 39  | Bolivia Tamara Cruz Martínez               |                      | Chủ tịch Liên hiệp các nhà báo Cuba ở Villa Clara                                                                                                  |                   | Chủ tịch Liên hiệp các nhà báo Cuba ở Villa Clara                                                                                                  | 4/2021-           |         |
| 40  | Yanina De La Nuez Aclich                   |                      | Bí thư thứ nhất Tỉnh ủy Mayabeque |                   | Bí thư thứ nhất Tỉnh ủy Mayabeque | 4/2021-           |         |
| 41  | Betsy Díaz Velázquez                       |                      | Bộ trưởng Bộ Nội thương |                   | Bộ trưởng Bộ Nội thương | 4/2021-           |         |
| 42  | Caridad Del Rosario Diego Bello            |                      | Trưởng ban Ban Các vấn đề Tôn giáo Trung ương Đảng                                                                                                 |                   | Trưởng ban Ban Các vấn đề Tôn giáo Trung ương Đảng                                                                                                 | 4/2021-           |         |
| 43  | Thiếu tướng Norge Fermín Enrich Pons       |                      | Tổng cục trưởng Tổng cục phản gián |                   | Tổng cục trưởng Tổng cục phản gián | 4/2021-           |         |
| 44  | Lázaro Fernando Expósito Canto             |                      | Bí thư thứ nhất Tỉnh ủy Santiago de Cuba |                   | Bí thư thứ nhất Tỉnh ủy Santiago de Cuba | 4/2021-           |         |
| 45  | Marta Elena Feitó Cabrera                  |                      | Bộ trưởng Bộ Lao động và An sinh Xã hội |                   | Bộ trưởng Bộ Lao động và An sinh Xã hội | 4/2021-           |         |
| 46  | Marcia Fernández Andreu                    |                      | Phó trưởng ban Thư ký Hội đồng Bộ trưởng |                   | Phó trưởng ban Thư ký Hội đồng Bộ trưởng | 4/2021-           |         |
| 47  | Luazni Fernández Gutiérrez                 |                      | Tổng Giám đốc Tổng thầu Lao động Du lịch, ARCOS Varadero tại Cárdenas, Matanzas                                                                    |                   | Tổng Giám đốc Tổng thầu Lao động Du lịch, ARCOS Varadero tại Cárdenas, Matanzas                                                                    | 4/2021-           |         |
| 48  | Marydé Fernández López                     |                      | Bí thư thứ nhất Tỉnh ủy Cienfuegos |                   | Bí thư thứ nhất Tỉnh ủy Cienfuegos | 4/2021-           |         |
| 49  | Marisol Fuentes Ferrer                     |                      | Tổng Thư ký Liên hiệp Công nhân Truyền thông, Công nghệ Thông tin và Điện tử                                                                       |                   | Tổng Thư ký Liên hiệp Công nhân Truyền thông, Công nghệ Thông tin và Điện tử                                                                       | 4/2021-           |         |
| 50  | Viviana de la Concepción García Escudero   |                      | Trưởng Khoa Chăm sóc Đặc biệt Ngoại khoa tại Bệnh viện "Bác sĩ Gustavo Aldereguía Lima" Tỉnh Cienfuegos                                            |                   | Trưởng Khoa Chăm sóc Đặc biệt Ngoại khoa tại Bệnh viện "Bác sĩ Gustavo Aldereguía Lima" Tỉnh Cienfuegos                                            | 4/2021-           |         |
| 51  | Zunilda García Garcés                      |                      | Bí thư thứ nhất Tỉnh ủy Isla de la Juventud |                   | Bí thư thứ nhất Tỉnh ủy Isla de la Juventud | 4/2021-           |         |
| 52  | Juan Carlos García Granda                  |                      | Bộ trưởng Bộ Du lịch |                   | Bộ trưởng Bộ Du lịch | 4/2021-           |         |
| 53  | Julio César García Rodríguez               |                      | Trưởng Văn phòng Công tác Dân sự Cuba tại Cộng hòa Bolivarian Venezuela                                                                            |                   | Trưởng Văn phòng Công tác Dân sự Cuba tại Cộng hòa Bolivarian Venezuela                                                                            | 4/2021-           |         |
| 54  | Carlos Luis Garrido Pérez                  |                      | Bí thư thứ nhất Tỉnh ủy Ciego de Ávila |                   | Bí thư thứ nhất Tỉnh ủy Ciego de Ávila | 4/2021-           |         |
| 55  | Caridad Anais Gasmuri González             |                      | Trưởng phòng Kiểm soát Quy trình Sản xuất tại Trung tâm Kỹ thuật Di truyền và Công nghệ Sinh học ở Playa, Havana                                   |                   | Trưởng phòng Kiểm soát Quy trình Sản xuất tại Trung tâm Kỹ thuật Di truyền và Công nghệ Sinh học ở Playa, Havana                                   | 4/2021-           |         |
| 56  | Alejandro Miguel Gil Fernández             |                      | Phó Thủ tướng Chính phủ Bộ trưởng Bộ Kinh tế Kế hoạch                                                                                              |                   | Phó Thủ tướng Chính phủ Bộ trưởng Bộ Kinh tế Kế hoạch                                                                                              | 4/2021-           |         |
| 57  | Trung tướng Andrés Laureano González Brito |                      | Tư lệnh Quân đội miền Trung |                   | Tư lệnh Quân đội miền Trung | 4/2021-           |         |
| 58  | José Alberto González Sánchez              |                      | Chủ tịch Hợp tác xã Sản xuất Nông nghiệp "Paquito González Cueto" ở Baraguá, Ciego de Avila                                                        |                   | Chủ tịch Hợp tác xã Sản xuất Nông nghiệp "Paquito González Cueto" ở Baraguá, Ciego de Avila                                                        | 4/2021-           |         |
| 59  | Trung tướng José Miguel Gómez Del Vallín   |                      | Tư lệnh Bộ chỉ huy phản gián quân sự |                   | Tư lệnh Bộ chỉ huy phản gián quân sự | 4/2021-           |         |
| 60  | Ekaterina Gowen Dickinson                  |                      | Tổng thư ký Trung ương Liên đoàn Công nhân Cuba tại thành phố Sancti Spíritus                                                                      |                   | Tổng thư ký Trung ương Liên đoàn Công nhân Cuba tại thành phố Sancti Spíritus                                                                      | 4/2021-           |         |
| 61  | Daniuska Gutiérrez González                |                      | Chuyên gia về các hoạt động Chăn nuôi và Nông nghiệp tại Trang trại Gia cầm "Julio Díaz" ở Palma Soriano, Santiago de Cuba                         |                   | Chuyên gia về các hoạt động Chăn nuôi và Nông nghiệp tại Trang trại Gia cầm "Julio Díaz" ở Palma Soriano, Santiago de Cuba                         | 4/2021-           |         |
| 62  | Federico Hernández Hernández               |                      | Bí thư thứ nhất Tỉnh ủy Granma |                   | Bí thư thứ nhất Tỉnh ủy Granma | 4/2021-           |         |
| 63  | Gerardo Hernández Nordelo                  |                      | Chủ tịch Ủy ban Bảo vệ Cách mạng Cuba |                   | Chủ tịch Ủy ban Bảo vệ Cách mạng Cuba | 4/2021-           |         |
| 64  | Yanet Hernández Pérez                      |                      | Phó Thống đốc tỉnh Havana |                   | Phó Thống đốc tỉnh Havana | 4/2021-           |         |
| 65  | Liván Izquierdo Alonso                     |                      | Bí thư thứ nhất Tỉnh ủy Matanzas |                   | Bí thư thứ nhất Tỉnh ủy Matanzas | 4/2021-           |         |
| 66  | Yaritcet Jiménez Argota                    |                      | Giáo sư Khoa Khoa học Kinh tế Đại học Guantánamo                                                                                                   |                   | Giáo sư Khoa Khoa học Kinh tế Đại học Guantánamo                                                                                                   | 4/2021-           |         |
| 67  | Beatriz Johnson Urrutia                    |                      | Thống đốc tỉnh Santiago de Cuba |                   | Thống đốc tỉnh Santiago de Cuba | 4/2021-           |         |
| 68  | Ania Guillermina Lastres Morera            |                      | Quản lý hành chính Quốc hội Chính quyền Nhân dân                                                                                                   |                   | Quản lý hành chính Quốc hội Chính quyền Nhân dân Cuba                                                                                              | 4/2021-           |         |
| 69  | Trung tướng Roberto Legrá Sotolongo        |                      | Tổng tham mưu trưởng thứ hai Lực lượng vũ trang Cách mạng Tổng cục trưởng Tổng cục tác chiến Lực lượng vũ trang cách mạng                          |                   | Tổng tham mưu trưởng Lực lượng vũ trang Cách mạng Tổng cục trưởng Tổng cục tác chiến Lực lượng vũ trang cách mạng                                  | 4/2021-           |         |
| 70  | Alexis Lobaina Martínez de Valdivielso     |                      | Đại biểu lãnh thổ của Phái đoàn lãnh thổ Gaviota Varadero ở Matanzas                                                                               |                   | Đại biểu lãnh thổ của Phái đoàn lãnh thổ Gaviota Varadero ở Matanzas                                                                               | 4/2021-           |         |
| 71  | Roberto López Hernández                    |                      | Thứ trưởng Bộ Ngoại thương và Đầu tư nước ngoài |                   | Thứ trưởng Bộ Ngoại thương và Đầu tư nước ngoài | 4/2021-           |         |
| 72  | Humberto Dionil López Suárez               |                      | Đạo diễn kiêm Người dẫn chương trình truyền hình "Hacemos Cuba" Hệ thống Thông tin Truyền hình thuộc Viện Phát thanh và Truyền hình Cuba           |                   | Đạo diễn kiêm Người dẫn chương trình truyền hình "Hacemos Cuba" Hệ thống Thông tin Truyền hình thuộc Viện Phát thanh và Truyền hình Cuba           | 4/2021-           |         |
| 73  | Mirian Marban González                     |                      | Phó Tổng Kiểm toán Nhà nước |                   | Phó Tổng Kiểm toán Nhà nước | 4/2021-           |         |
| 74  | Ana María Mari Machado                     |                      | Phó Chủ tịch Hội đồng Nhà nước Phó Chủ tịch Quốc hội của Chính quyền Nhân dân                                                                      |                   | Phó Chủ tịch Hội đồng Nhà nước Phó Chủ tịch Quốc hội của Chính quyền Nhân dân                                                                      | 4/2021-           |         |
| 75  | Arelis Marrero Guerrero                    |                      | Ủy viên Thường vụ Tỉnh ủy Holguín |                   | Ủy viên Thường vụ Tỉnh ủy Holguín | 4/2021-           |         |
| 76  | Dania Marzán Venero                        |                      | Cố vấn Pháp chế tại Công ty Chế biến Cà phê "Rolando Ayud" Contramaestre, Santiago de Cuba                                                         |                   | Cố vấn Pháp chế tại Công ty Chế biến Cà phê "Rolando Ayud" Contramaestre, Santiago de Cuba                                                         | 4/2021-           |         |
| 77  | Yusleidys Menéndez Seijo                   |                      | Giám đốc Công ty Thu gom và Chế biến Thuốc lá Minas de Matahambre, Pinar del Río                                                                   |                   | Giám đốc Công ty Thu gom và Chế biến Thuốc lá Minas de Matahambre, Pinar del Río                                                                   | 4/2021-           |         |
| 78  | Alexander Miranda Caballero                |                      | Tổng Giám đốc Viện Khoa học Nông nghiệp Quốc gia ở San José de las Lajas, Mayabeque                                                                |                   | Tổng Giám đốc Viện Khoa học Nông nghiệp Quốc gia ở San José de las Lajas, Mayabeque                                                                | 4/2021-           |         |
| 79  | Susely Morfa González                      |                      | Ủy viên Thường vụ Tỉnh ủy Matanzas |                   | Ủy viên Thường vụ Tỉnh ủy Matanzas | 4/2021-           |         |
| 80  | Anabel Naranjo Paz                         |                      | Giáo sư tại Đại học Holguín "Oscar Lucero Moya" |                   | Giáo sư tại Đại học Holguín "Oscar Lucero Moya" | 4/2021-           |         |
| 81  | Miriam Nicado García                       |                      | Hiệu trưởng Đại học Havana |                   | Hiệu trưởng Đại học Havana | 4/2021-           |         |
| 82  | Yailín Orta Rivera                         |                      | Tổng biên tập báo Granma |                   | Tổng biên tập báo Granma | 4/2021-           |         |
| 83  | Rosario Del Pilar Pentón Díaz              |                      | Hiệu trưởng Trường Đảng "Ñico López" |                   | Hiệu trưởng Trường Đảng "Ñico López" | 4/2021-           |         |
| 84  | Yamila Peña Ojeda                          |                      | Viện trưởng Viện Kiểm sát Tối cao |                   | Viện trưởng Viện Kiểm sát Tối cao | 4/2021-           |         |
| 85  | Trung tướng Agustín Peña Porres            |                      | Tư lệnh Quân đội miền Đông |                   | Tư lệnh Quân đội miền Đông | 4/2021-           |         |
| 86  | Jorge Luis Perdomo Di-Lella                |                      | Bộ trưởng Bộ Thông tin |                   | Phó Thủ tướng Chính phủ | 4/2021-           |         |
| 87  | Carlos Ricardo Pérez Díaz                  |                      | Giám đốc Bệnh viện Lâm sàng Phẫu thuật "Joaquín Albarrán" Havana                                                                                   |                   | Giám đốc Bệnh viện Lâm sàng Phẫu thuật "Joaquín Albarrán" Havana                                                                                   | 4/2021-           |         |
| 88  | Rafael Pérez Fernández                     |                      | Bí thư thứ nhất Tỉnh ủy Guantánamo |                   | Bí thư thứ nhất Tỉnh ủy Guantánamo | 4/2021-           |         |
| 89  | Manuel René Pérez Gallego                  |                      | Bí thư thứ nhất Tỉnh ủy Las Tunas |                   | Bí thư thứ nhất Tỉnh ủy Las Tunas | 4/2021-           |         |
| 90  | Deivy Pérez Martín                         |                      | Bí thư thứ nhất Tỉnh ủy Sancti Spíritus |                   | Bí thư thứ nhất Tỉnh ủy Sancti Spíritus | 4/2021-           |         |
| 91  | Elba Rosa Pérez Montoya                    |                      | Bộ trưởng Bộ Khoa học, Công nghệ và Môi trường |                   | Bộ trưởng Bộ Khoa học, Công nghệ và Môi trường | 4/2021-           |         |
| 92  | Yaisel Osvaldo Pieter Terry                |                      | Tổng Thư ký Ủy ban Quốc gia về Công đoàn Viên chức Hành chính Nhà nước                                                                             |                   | Tổng Thư ký Ủy ban Quốc gia về Công đoàn Viên chức Hành chính Nhà nước                                                                             | 4/2021-           |         |
| 93  | José Ángel Portal Miranda                  |                      | Bộ trưởng Bộ Y tế |                   | Bộ trưởng Bộ Y tế | 4/2021-           |         |
| 94  | Elier Ramírez Cañedo                       |                      | Nhà nghiên cứu Trung tâm Nghiên cứu Lịch sử về Tư tưởng Fidel Castro Ruz                                                                           |                   | Nhà nghiên cứu Trung tâm Nghiên cứu Lịch sử về Tư tưởng Fidel Castro Ruz                                                                           | 4/2021-           |         |
| 95  | Omar Ramírez Mendoza                       |                      | Phó Giám đốc Công đoàn Điện lực Quốc gia |                   | Phó Giám đốc Công đoàn Điện lực Quốc gia | 4/2021-           |         |
| 96  | Yamilé Ramos Cordero                       |                      | Ủy viên Thường vụ Tỉnh ủy Pinar del Río |                   | Ủy viên Thường vụ Tỉnh ủy Pinar del Río | 4/2021-           |         |
| 97  | Elisabet Reyes Velázquez                   |                      | Giám đốc Bộ phận Đông Bắc của Công ty chuỗi cửa hàng Caribe                                                                                        |                   | Giám đốc Bộ phận Đông Bắc của Công ty chuỗi cửa hàng Caribe                                                                                        | 4/2021-           |         |
| 98  | Dayamí Rodríguez García                    |                      | Vụ trưởng Vụ Thiết bị Bộ Xây dựng |                   | Vụ trưởng Vụ Thiết bị Bộ Xây dựng | 4/2021-           |         |
| 99  | Yudí Mercedes Rodríguez Hernández          |                      | Bí thư thứ nhất Tỉnh ủy Villa Clara |                   | Bí thư thứ nhất Tỉnh ủy Villa Clara | 4/2021-           |         |
| 100 | Julio César Rodríguez Pimentel             |                      | Bí thư thứ nhất Tỉnh ủy Pinar del Río |                   | Bí thư thứ nhất Tỉnh ủy Pinar del Río | 4/2021-           |         |
| 101 | Isdalis Rodríguez Rodríguez                |                      | Ủy viên Ban Thư ký Quốc gia Trung ương Liên đoàn Công nhân Cuba                                                                                    |                   | Ủy viên Ban Thư ký Quốc gia Trung ương Liên đoàn Công nhân Cuba                                                                                    | 4/2021-           |         |
| 102 | Thiếu tướng Víctor Leonardo Rojo Ramos     |                      | Chính ủy Quân đội miền Trung |                   | Chính ủy Quân đội miền Trung | 4/2021-           |         |
| 103 | Yoerky Sánchez Cuellar                     |                      | Tổng biên tập báo Juventud Rebelde |                   | Tổng biên tập báo Juventud Rebelde | 4/2021-           |         |
| 104 | Ariel Santana Santiesteban                 |                      | Bí thư thứ nhất Tỉnh ủy Camaguey |                   | Bí thư thứ nhất Tỉnh ủy Camaguey | 4/2021-           |         |
| 105 | Rafael Ramón Santiesteban Pozo             |                      | Chủ tịch Hiệp hội nông dân nhỏ toàn quốc |                   | Chủ tịch Hiệp hội nông dân nhỏ toàn quốc | 4/2021-           |         |
| 106 | Ernesto Santiesteban Velázquez             |                      | Bí thư thứ nhất Tỉnh ủy Holguin |                   | Bí thư thứ nhất Tỉnh ủy Holguin | 4/2021-           |         |
| 107 | Jorge Luis Tapia Fonseca                   |                      | Phó Thủ tướng Chính phủ |                   | Phó Thủ tướng Chính phủ | 4/2021-           |         |
| 108 | Luis Antonio Torres Iríbar                 |                      | Bí thư thứ nhất Tỉnh ủy Havana |                   | Bí thư thứ nhất Tỉnh ủy Havana | 4/2021-           |         |
| 109 | Carlos César Torres Páez                   |                      | Giám đốc Trung tâm Nghiên cứu Quản lý, Phát triển Địa phương, Du lịch và Chủ nghĩa Hợp tác của Đại học Pinar del Río "Hermanos Saiz Montes de Oca" |                   | Giám đốc Trung tâm Nghiên cứu Quản lý, Phát triển Địa phương, Du lịch và Chủ nghĩa Hợp tác của Đại học Pinar del Río "Hermanos Saiz Montes de Oca" | 4/2021-           |         |
| 110 | Yury Valdés Balbín                         |                      | Phó Giám đốc Viện Carlos Juan Finlay Havana |                   | Phó Giám đốc Viện Carlos Juan Finlay Havana | 4/2021-           |         |
| 111 | Josefina de la Caridad Vidal Ferreiro      |                      | Đại sứ toàn quyền Cuba tại Canada |                   | Đại sứ toàn quyền Cuba tại Canada | 4/2021-           |         |
| 112 | Iliana Vielza Mejías                       |                      | Giám đốc Giám sát và Kiểm soát tại Công ty Dịch vụ Kỹ thuật của Quản lý Dự án Tích hợp (DIP TRASVASE) ở Mayarí, Holguin                            |                   | Giám đốc Giám sát và Kiểm soát tại Công ty Dịch vụ Kỹ thuật của Quản lý Dự án Tích hợp (DIP TRASVASE) ở Mayarí, Holguin                            | 4/2021-           |         |
| 113 | Eduardo Walter Cueli                       |                      | Giám đốc Sở Kinh tế và Kế hoạch tỉnh Las Tunas |                   | Giám đốc Sở Kinh tế và Kế hoạch tỉnh Las Tunas | 4/2021-           |         |
| 114 | Thiếu tướng José Alberto Yanes Díaz        |                      | Trưởng ban chính trị thứ nhất Bộ Nội vụ |                   | Trưởng ban chính trị thứ nhất Bộ Nội vụ | 4/2021-           |         |
| 115 | Yuleisy Ylisastiguí Oropesa                |                      | Cố vấn Điều dưỡng tại Phòng Y tế Thành phố ở Cardenas, Matanzas                                                                                    |                   | Cố vấn Điều dưỡng tại Phòng Y tế Thành phố ở Cardenas, Matanzas                                                                                    | 4/2021-           |         |

## Thống kê
Tỷ lệ đại diện theo giới tính được cân bằng trong Ban chấp hành Trung ương Đảng, với đa số nam giới có 62 ủy viên và nữ giới 53 ủy viên; Sự cân bằng bị phá vỡ trong Bộ Chính trị khi chỉ có 3 nữ giới trong tổng số 11 ủy viên, và trong Ban Bí thư, tất cả các thành viên đều là nam giới.
Trong khóa VIII không có ủy viên là công nhân, và nông dân có đại diện là José González Sánchez, chủ tịch một hợp tác xã ở tỉnh Ciego de Ávila, và Rafael Ramón Santiesteban Pozo là lãnh đạo phụ trách nông nghiệp, Chủ tịch Hiệp hội nông dân nhỏ toàn quốc.
Người da trắng chiếm đa số áp đảo trong Trung ương Đảng khóa này, với 88 so với 27 người da đen hoặc người da màu, một sự mất cân bằng lặp lại trong chính phủ và nhà nước Cuba, chưa đáp ứng được bởi lời kêu gọi của lãnh đạo nhà nước để thúc đẩy chủng tộc bình đẳng theo Chủ nghĩa Castro Ruz.